# Затока Голла
81°30′ пн. ш. 63°30′ зх. д. / 81.5° пн. ш. 63.5° зх. д.

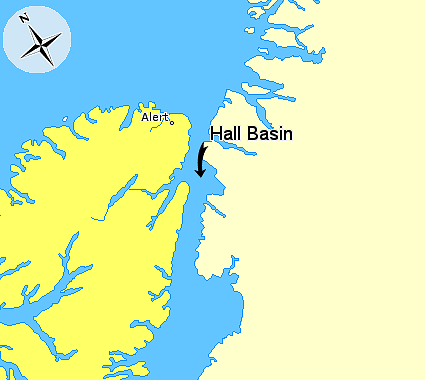
Hall Basin, Nunavut, Canada.
Ellesmere Island, Nunavut
Greenland

Затока Голла (англ. Hall Basin) — затока в Північному Льодовитому океані між Гренландією та найпівнічнішим островом Канади — Елсмір. Розташована в північній частині протоки Нерса. Суходіл знаходиться на схід та захід від затоки, тоді як протока Робсона знаходиться північніше, а протока Кеннеді південніше.
Затока Голла названа на честь американського полярного дослідника Чарлза Френсіса Голла.